# Эбелинг, Ричард
Ричард Эбелинг (англ. Richard M. Ebeling; род. 30 января 1950, Нью-Йорк) — американский экономист и писатель, придерживающийся либертарианских взглядов.

## Биография
Бакалавр университета штата Калифорния; магистр экономики Ратгерского университета. Получил степень доктора философии по экономике в Мидлсекском университете в Лондоне.
Преподавал в Национальном ирландском университете (Корк; 1981-83), Далласском университете (1984-88) и колледже Хиллсдейл (1988—2003). В 2003—2008 годах являлся президентом Фонда экономического образования.
В 1996 году ученый и его супруга доктор Энн Эбелинг обнаружили ранее считавшиеся утерянными рукописи Людвига фон Мизеса в одном из московских архивов.

## Основные произведения
- «Московская миссия: „утерянные бумаги“ Мизеса и их значение» (Mission to Moscow: Ludwig von Mises’s «Lost Papers» and Their Signficance, 1997);
- «Австрийская экономическая наука и политическая экономия свободы» (Austrian Economics and the Political Economy of Freedom, 2003).